# 리페어 카페

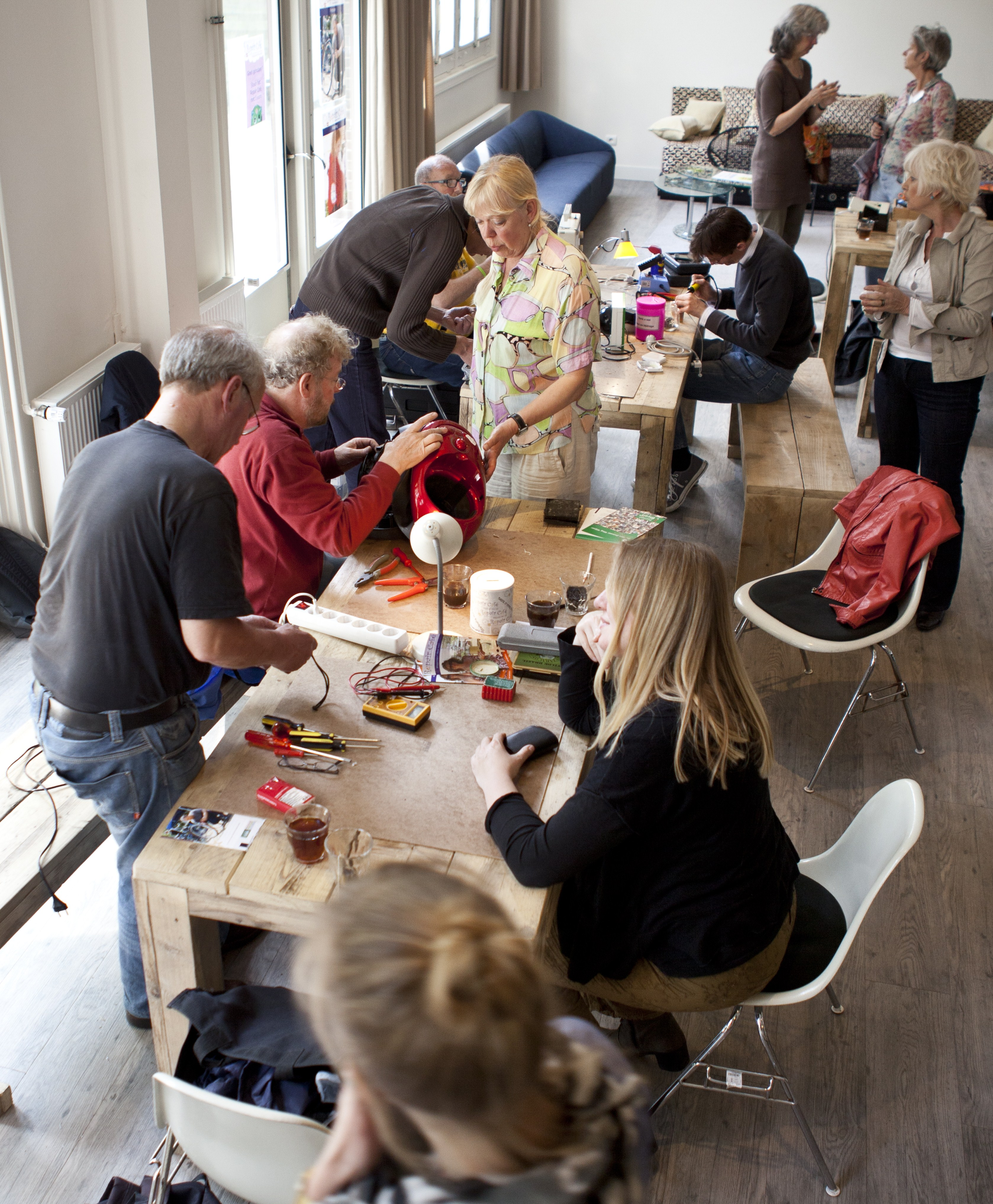
리페어 카페 암스테르담-웨스트

리페어 카페(Repair Café) 또는 전자제품 무료 수리점은 사람들이 모여서 전자제품, 기계기기, 컴퓨터, 자전거, 의류 등 일상생활의 물건을 수리하는 작업을 할 수 있는 장소를 마련한 단체이다. 수리 카페는 일반적으로 도구를 사용할 수 있고 장치 소유자가 자원봉사자의 도움을 받아 고장난 물건을 고칠 수 있는 교회, 도서관, 대학 캠퍼스 등의 지역 사회 장소에서 열린다. 리페어 카페는 낭비, 과소비, 계획된 노후화를 줄이는 것을 목표로 하는 풀뿌리 운동의 일부이다. 이는 함께 하는 일과 "스스로 하는 일" 정신에 다시 불을 붙이고 사회적 결속을 강화할 수 있다.

## 같이 보기
- 순환 경제
- 해커스페이스
- iFixit
- 로테크
- 공유 경제
- 새활용